# Дасаки (дем Гревена)
Дасаки или Палеокоприя (на гръцки: Δασάκι; катаревуса: Δασάκιον, Дасакион; до 1950 година: Παλαιοκόπρια, Палеокоприя) е село в Република Гърция, в дем Гревена, област Западна Македония.

## География
Селото е разположено 775 m надморска височина, на около 15 km северно от град Гревена. На север граничи с населишкото село Фитоки (Фотун).

## История

### В Османската империя
В края на ХІХ век Палеокопря е малко гръцко християнско село в северния край на Гребенската каза на Османската империя. Според статистиката на Васил Кънчов в 1900 година в Палеокопря живеят 75 гърци християни.
На Етнографската карта на Битолския вилает на Картографския институт в София от 1901 година Палеокапра е чисто гръцко село в Гревенската каза на Серфидженския санджак с 13 къщи.
Според статистика на Серфидженския санджак на гръцкото консулство в Еласона от 1904 година в Палеокопра (Παλαιοκόπρα), Гревенска каза, живеят 60 гърци елинофони християни.

### В Гърция
През Балканската война в 1912 година в селото влизат гръцки части и след Междусъюзническата в 1913 година Палеокопря остава в Гърция.
През 1950 година името на селото е сменено на Дасаки.
Населението произвежда жито, тютюн и други земеделски култури, като частично се занимава и със скотовъдство.
| Година    | 1913 | 1920 | 1928 | 1940 | 1951 | 1961 | 1971 | 1981 | 1991 | 2001 | 2011 | 2021 |
| --------- | ---- | ---- | ---- | ---- | ---- | ---- | ---- | ---- | ---- | ---- | ---- | ---- |
| Население | 37   | 40   | 59   | 86   | 48   | 48   | 22   | 35   | 32   | 19   | 11   | 7    |